# Harshavarman III.
Harshavarman III. war zwischen 1066 und etwa 1080 König des Khmer-Reiches von Angkor. Er war der letzte Vertreter seiner Dynastie auf dem Thron von Angkor.

## Leben
Harshavarman folgte seinem älteren Bruder Udayadityavarman II. auf den Thron. Seine Hauptstadt war das so genannte Zweite Yasodharapura, das sein Zentrum in Baphuon hatte und von seinem Bruder angelegt worden war. Seine Regentschaft war durchzogen von inneren Revolten, die er letztlich nicht endgültig niederschlagen konnte.
Der Nachfolger von Harshavarman II. war der Usurpator Jayavarman VI., der aus der Gegend von Phimai und Phanom Rung im heutigen Thailand stammte. Wenn Harshavarman auch 1080 noch nicht gestorben sein sollte, so verließ er jedenfalls Angkor und suchte im Süden des Reiches Zuflucht, wo seine Gefolgsleute gegen die Truppen des Jayavarman fochten.
Posthum wurde Harshavarman mit dem Namen Sadaśivapada belegt. Er wird namentlich auf der Stele K.908 bei Preah Khan von Jayavarman VII. als Vorfahre mütterlicherseits erwähnt.